# Nienasycony
Nienasycony (tytuł oryg. Insatiable) – amerykański film telewizyjny z 1984 roku w reżyserii Williama A. Grahama; w Stanach Zjednoczonych znany także pod tytułami Calendar Girl Murders i Victimized. W Polsce film znany też jako Morderca dziewczyn z kalendarza.

## Obsada
- Tom Skerritt – porucznik Dan Stoner
- Sharon Stone – Cassie Bascomb
- Barbara Bosson – Nancy
- Robert Beltran – Mooney
- Pat Corley – Tony
- Robert Morse – Nat Couray
- Alan Thicke – Alan Conti
- Silvana Gallardo – detektyw Rose Hernandez
- Michael C. Gwynne – Krell
- Robert Culp – Richard Trainor
- Barbara Parkins – Cleo Banks
- Wendy Kilbourne – Heather English
- Victoria Tucker – Pam
- Pamela West – Gail Keating
- Claudia Christian – Kara
- Donald Hotton – pan English

oraz René Le Vant, David L. Crowley, Kenny Griswold, Jonathan Aluzas, Mike Tully, Janet Rasak, Lee Anthony, Charles Allen-Anderson, Janet Cole Notey, Penny Baker, Michael Chacamaty, Camilla More, Carey More, Rosemarie Castellano, Claire Maier, Jeffrey Lampert, Freddie Dawson, Rip Taylor, Meredith MacRae i Peter Brown